# Marisol Ayuso
Marisol Ayuso (Madrid, 19 maggio 1943) è un'attrice spagnola.
È attiva sia per il cinema, che per la televisione ed il teatro.

## Filmografia parziale

### Cinema
- Aventuras de Don Quijote (1960)
- Cariño mío (1961)
- Todos eran culpables (1962)
- Vampiresas 1930 (1962)
- El pecador y la bruja (1964)
- Operación cabaretera (1967)
- Una bruja sin escoba  (1967)
- ¡Cómo está el servicio! (1968)
- Objetivo: bi-ki-ni (1968)
- Llaman de Jamaica, Mr. Ward (1968)
- Verano 70 (1969)
- Cuatro noches de boda (1969)
- Mi marido y sus complejos (1969)
- La tonta del bote (1970)
- Yo soy una bellaca (1970)
- Aunque la hormona se vista de seda... (1971)
- Siete minutos para morir (1971)
- Lo verde empieza en los Pirineos (1973)
- Cómo matar a papá... sin hacerle daño (1975)
- Ésta que lo es... (1977)
- Loca por el circo (1982)
- Esto es un atraco (1987)
- Desmadre matrimonial (1987)
- La hora de los valientes (1998)

### Televisione
- Estudio 1 (1967–1979)
- Fin de año con Lina Morgan (1992)
- Celeste... no es un color (1993)
- Hostal Royal Manzanares (1996–1998)
- Don Juan en Alcalá 2005 (2005)
- Aída (2005-2014)